# Schaufenster (Die Presse)
Das Schaufenster ist die wöchentliche Lifestyle- und Kulturbeilage der österreichischen Tageszeitung Die Presse und eine der ältesten Magazinbeilagen der Welt. Die Redaktionssitze für das Schaufenster und seiner Online-Ausgabe befinden sich in Wien.

## Geschichte
Das erste "Schaufenster" erschien am 29. Juni 1974 als Teil der Wochenendbeilage "Spectrum". Am 18. Februar 1977 erschien das von Lore Fessler neu gestaltete "Schaufenster" schließlich erstmals am Freitag mit Farbumschlag, außerdem enthielt es ein Fernsehprogramm. Unter der redaktionellen Leitung des "Presse"-Musikkritikers Wilhelm Sinkovicz wurde das "Schaufenster" mit dem bis dahin gesondert publizierten "Magazin" der "Presse" vereinigt und erschien ab dem 6. Mai 1994 als Kultur- und Freizeitjournal. 2002 wurde das Schaufenster neu gestaltet. Ein großer Relaunch zum Lifestylemagazin erfolgte 2005, als Petra Percher-Kropf die Chefredaktion der Zeitungsbeilage übernahm (bis 2014). Im April 2007 gewann es denn Printissimo-Preis und verlieh den ersten von insgesamt drei Beauty Innovation Awards. 2012 erfolgte ein weiteres Magazinupdate. Im März 2013 erschien die erste Ausgabe des "Schaufenster Trendheft", das von Daniel Kalt konzipiert wurde, weiters erschien im Oktober 2013 als halbjährliches Schwestermagazin des "Schaufensters" das erste "Kulturmagazin".

## Gegenwart
Das Schaufenster gehört zum Verlag Die Presse, der wiederum zur Styria Media Group zählt, und liegt als wöchentliche Lifestyle- und Kulturbeilage jeden Freitag der überregionalen österreichischen Tageszeitung bei. Zu den inhaltlichen Schwerpunkten zählen die Themenbereiche Mode, Beauty, Design, Gourmet, Reise und Kultur. Derzeitige Chefredakteure sind Daniel Kalt und, als Chefredakteur der Tageszeitung, Florian Asamer. Das Magazin erscheint durchgängig farbig in einem Umfang von 52 bis 100 Seiten. Seit 2007 erscheint das Schaufenster mit Hardcover.
Der Hauptkonkurrent ist die Beilage Rondo der linksliberalen Tageszeitung Der Standard.
Das Schaufenster ist die älteste Magazinbeilage Österreichs. Seit dem Relaunch 2005 bezeichnet sich die Beilage auch als „Guide für das schöne Leben“. Seit 2008 gibt es auch einen eigenen Internetauftritt.

## Auflagen und Reichweite
Laut Österreichischer Auflagenkontrolle (ÖAK 2. Halbjahr 2017) weist Die Presse am Freitag, an dem auch das Schaufenster beiliegt, eine Druckauflage von 74.820 Exemplaren aus. Im Vergleich dazu weist Der Standard am Freitag, an dem das Rondo beiliegt, eine Druckauflage von 69.034 Exemplaren aus. Die Österreichische Media-Analyse weist für das Schaufenster keinen eigenen Reichweitenwert aus, sondern für das Trägermedium Die Presse.